# Aéroport de Colmar - Houssen
Pour les articles homonymes, voir CMR.
L'Aéroport de Colmar- Houssen (code IATA : CMR • code OACI : LFGA) est situé sur la commune de Colmar (Haut-Rhin) au centre de la région Alsace en France.
Cet aérodrome est ouvert au trafic national et international, commercial, aux avions privés, aux IFR et aux VFR.
L'aéroport est essentiellement utilisé pour les vols d'affaires, de tourisme, d'écolage, ainsi que pour le transport d'équipes sportives et de personnalités.

## Histoire

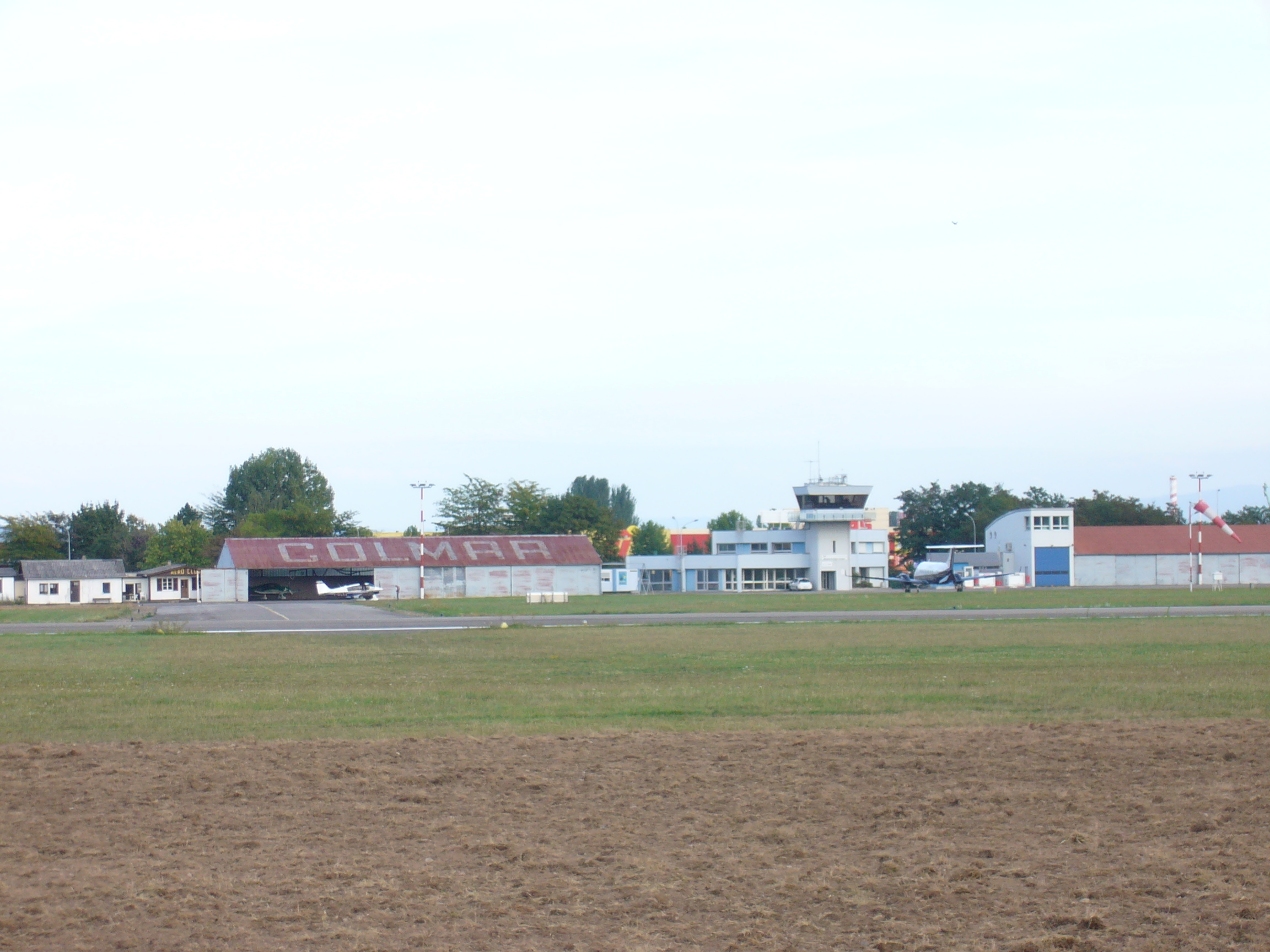
Aéroport de Colmar (côté piste).

L'aéroport de Colmar a été créé par les troupes alliées à la fin de la Seconde Guerre mondiale. Le terrain militaire, désaffecté, est acquis par la Ville de Colmar, puis ouvert à la Circulation aérienne publique (CAP) en 1953 et affecté à cette époque aux seuls besoins de l'aviation légère et sportive. En 1962 débutent des vols réguliers avec la compagnie Air Alsace qui sera en activité à Colmar-Houssen jusqu'en 1982, essentiellement avec des avions bi-turbopropulseurs de type Nord 262 et Fokker F27.
En 2000, le terrain est menacé de fermeture mais, devant l'opposition des acteurs concernés et le monde socio-économique, plusieurs conventions de gestion seront mises en place. La Ville de Colmar et la chambre de commerce et d'industrie de Colmar et du Centre-Alsace deviennent les gestionnaires de l'aéroport, puis la Société d'exploitation de l'aéroport de Colmar (SEAC) et, depuis le 1er janvier 2007, la Société de l'aéroport de Colmar - ADC.
En 2008, les ULM de classe 3 (multiaxe) sont autorisés à utiliser la plate-forme, avec une restriction aux appareils locaux uniquement. Deux écoles de pilotage ULM 3 axes sont implantées sur place.
Le 4 juin 2010, l'aéroport de Colmar signe la Charte des aéroports français d'aviation d'affaires.

## Positionnement
L'aéroport de Colmar-Houssen est un aéroport d'affaires, membre de l'EBAA (European Business Aviation Association) depuis 2007.
Il est classé « C » code de référence 3, aérodrome destiné aux services à courte distance (inférieur à 1 000 km) et à certains services à moyenne distance (1 000 à 3 000 km. Il peut servir des longues distances mais qui ne comportent que des étapes courtes au départ, ainsi qu'au grand tourisme.
La structure fut agréée en 1960 en classe « D », ce qui lui permit de se donner une vocation supplémentaire, celle de l'accueil pour l'aviation d'affaires.

## Caractéristiques et implantation
L'aérodrome, implanté à 1 km au Nord de la ville de Colmar et au Sud du village de Houssen, se situe dans la vallée du Rhin à proximité du relief des Vosges dont les premiers contreforts sont à environ 3 km à l'Ouest de la plate-forme aéronautique.

## Opérateurs
En 2010, deux compagnies de transport à la demande sont présentes sur l'aérodrome : Airailes et Hélitravaux, ainsi que plusieurs entreprises de travail aérien, une société d'assistance et une entreprise de maintenance aéronautique.

## Loisirs aéronautiques
De nombreuses associations sportives sont présentes sur le site de l'aérodrome et permettent la pratique du vol à moteur, du vol à voile ou de la voltige aérienne.

## Trafic
| Évolution du trafic passagers, | Évolution du trafic passagers, | Évolution du trafic passagers, | Évolution du trafic fret avioné | Évolution du trafic fret avioné |
| Année                          | Total                          | Évolution                      | Tonnes                          | Évolution                       |
| ------------------------------ | ------------------------------ | ------------------------------ | ------------------------------- | ------------------------------- |
| 2024                           | 2 180                          | ▲ +7,81 %                      | 12                              | ▼ −90,77 %                      |
| 2023                           | 2 022                          | ▼ −18,34 %                     | 130                             | ▲ +12 900 %                     |
| 2022                           | 2 476                          | ▲ +39,81 %                     | 1                               | ▼ −95,83 %                      |
| 2021                           | 1 771                          | ▲ +26,14 %                     | 24                              | ▲ +166,67 %                     |
| 2020                           | 1 404                          | - 13,9 %                       | 9                               | - 10%                           |
| 2019                           | 1 630                          | - 24,9 %                       | 10                              | - 77,8%                         |
| 2018                           | 2 169                          | + 27,2 %                       | 45                              | - 55,6 %                        |
| 2017                           | 1 578                          | + 30,4 %                       | 70                              | + 105,9 %                       |
| 2016                           | 1 210                          | + 3.3 %                        | 34                              | + 680 %                         |
| 2015                           | 1 171                          | - 7.2 %                        | 5                               | + 400 %                         |
| 2014                           | 1 262                          | - 17 %                         | 1                               | - 0 %                           |
| 2013                           | 1 523                          | + 14 %                         | 1                               | - 0 %                           |
| 2012                           | 1 336                          | - 20 %                         | 1                               | - 0 %                           |
| 2011                           | 1 677                          | - 60 %                         | 1                               | - 0 %                           |
| 2010                           | 4 142                          | + 60 %                         | 1                               | - 66,7 %                        |
| 2009                           | 2 582                          | + 24 %                         | 3                               | - 57,1 %                        |
| 2008                           | 2 076                          | - 50 %                         | 7                               | + 75 %                          |
| 2007                           | 4 205                          | + 98 %                         | 4                               | - 0 %                           |
| 2006                           | 2 118                          | - 16 %                         | 4                               | - 63,6 %                        |
| 2005                           | 2 536                          | - 15,6 %                       | 11                              | - 26,7 %                        |
| 2004                           | 3 007                          | + 46,5 %                       | 15                              | - 40 %                          |
| 2003                           | 2 052                          | + 36,2 %                       | 25                              | + 66,7 %                        |
| 2002                           | 1 500                          | - 69 %                         | 15                              | - 87,9 %                        |
| 2001                           | 4 800                          | + 6,6 %                        | 124                             | - 20 %                          |
| 2000                           | 4 500                          | + 80 %                         | 155                             | + 109,5 %                       |
| 1999                           | 2 500                          | - 52 %                         | 74                              | + 68,2 %                        |
| 1998                           | 5 300                          | + 152 %                        | 44                              | +120 %                          |
| 1997                           | 2 100                          | /                              | 20                              | /                               |

## Accès à l'aéroport

### Accès routier
L'aéroport est accessible depuis la Sortie 23 "Colmar-Nord, Houssen" de l'autoroute A35.

### Accès en transports en commun
L'aéroport est desservi par la ligne D du réseau Trace Colmar.
La ligne démarre de l'arrêt Aéroport, puis va ensuite en direction de Colmar-Europe.